# Arsjytsa
Arsjytsa  (hviderussisk: Рака Аршыца tr. Arsjytsa; russisk: Оршица tr. Orsjitsa) er en mindre flod i Orsja rajon, Vitebsk voblast, Hviderusland, biflod til Dnepr. Arsjytsa er 33 km lang, afvandingsarealet er 519 km².
Floden flyder langs den Orsja højderne (en del af den hviderussiske højderyg). Floden udspringer fra Arekhawskaje (Арэхаўскае) søen. Flere broer fører over floden, bl.a. broen hvor vejen M8, en del af Europavej E95, krydser floden.